# Illnau-Effretikon
Illnau-Effretikon (toponimo tedesco; fino al 1973 ufficialmente Illnau) è un comune svizzero di 16 796 abitanti del Canton Zurigo, nel distretto di Pfäffikon; ha lo status di città.

## Storia
Il 1° gennaio 2016 ha accorpato il comune soppresso di Kyburg.

## Monumenti e luoghi d'interesse

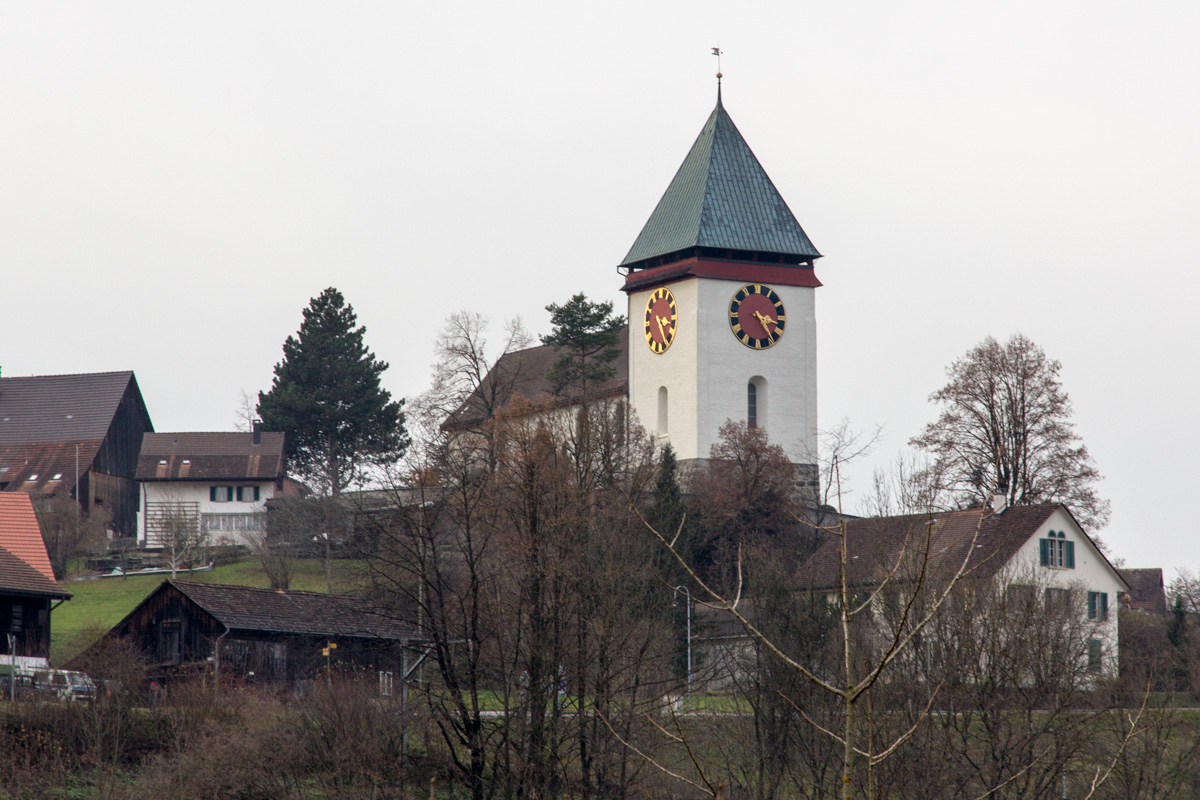
La chiesa riformata di Illnau

- Chiesa riformata (già di San Martino) in località Illnau, attestata dall'VIII secolo[1];
- Chiesa riformata in località Effretikon, eretta nel 1958-1961[3];
- Chiesa cattolica di San Martino in località Effretikon, eretta nel 1981-1983[3].

## Società

### Evoluzione demografica
L'evoluzione demografica è riportata nella seguente tabella:
Abitanti censiti

## Geografia antropica

### Frazioni

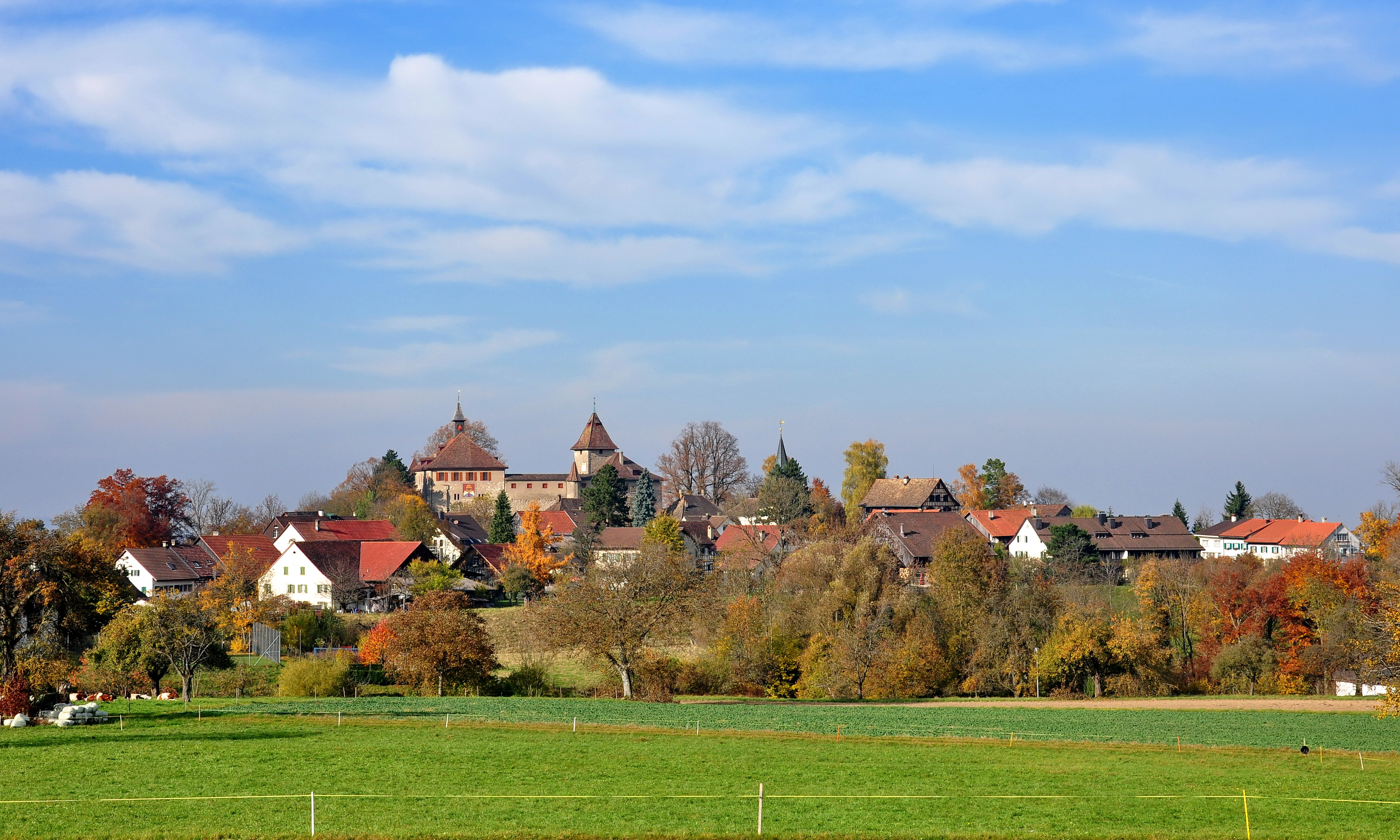
Kyburg

- Bisikon
- Effretikon[3]
  - Moosburg
  - Rikon
- Illnau
  - Agasul
  - Bietenholz
  - Billikon
  - First
  - Horben
  - Kemleten
  - Luckhausen
  - Mesikon
  - Oberkempttal

- Kyburg[5]
  - Billikon
  - Brünggen
  - Ettenhausen
  - Mühlau
- Ottikon

## Infrastrutture e trasporti

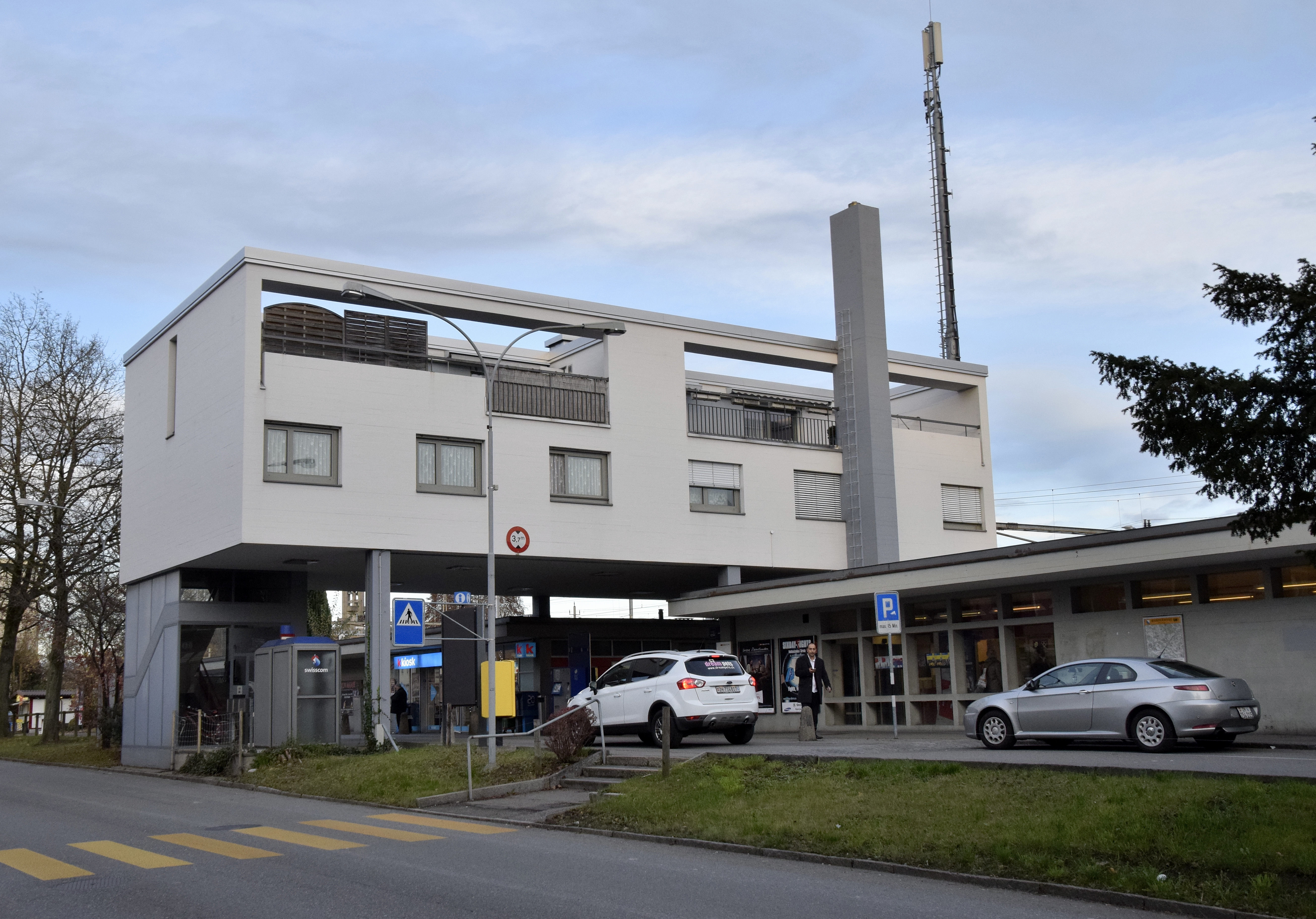
La stazione di Effretikon

Illnau-Effretikon è servito dalla stazione di Illnau sulla ferrovia Effretikon-Hinwil e da quella di Effretikon sulle ferrovie Oerlikon-Winterthur, Effretikon-Hinwil e Winterthur-Baden (linee S3, S7, S8, S19 e S24 della rete celere di Zurigo).

## Amministrazione
Ogni famiglia originaria del luogo fa parte del cosiddetto comune patriziale e ha la responsabilità della manutenzione di ogni bene ricadente all'interno dei confini del comune.